# Tegenaria bosnica
Espèce
Synonymes
- Pseudotegenaria bosnica (Kratochvíl & Miller, 1940)
- Tegenaria animata Kratochvíl & Miller, 1940

Tegenaria bosnica est une espèce d'araignées aranéomorphes de la famille des Agelenidae.

## Distribution
Cette espèce se rencontre dans le Sud de la Bosnie-Herzégovine, dans le Sud de la Croatie, au Monténégro, en Albanie et dans l'Ouest de la Macédoine du Nord.

## Habitat
Cette araignée est troglophile.

## Description
Les mâles mesurent de 8,6 à 13,0 mm et la femelle 10,8 mm.

## Publication originale
- Kratochvíl & Miller, 1940 : « Neue Höhlenspinnen der Gattung Tegenaria aus Jugoslavien. » Zoologischer Anzeiger, vol. 131, p. 188-201.